# Chevrolet Series H
Моделі Royal Mail H-2 (1914–15) і H-2½ (1916), модель Amesbury Special H-3 (1915) і модель Baby Grand H-4 (1914–16) були американськими автомобілями, виготовленими Chevrolet. Його замінив Chevrolet Series F у 1917 році.